# فيكتور أفاناسييف
فيكتور أفاناسييف (بالإنجليزية: Viktor Afanasyev (cosmonaut))‏ (و. 1948 – م) هو طيار، ورائد فضاء من الاتحاد السوفيتي، وروسيا . ولد في بريانسك .
وهو عضو في الحزب الشيوعي السوفيتي .

## ريادة الفضاء
شارك في المهمات الفضائية:
- Soyuz TM-11
- Soyuz TM-33
- Soyuz TM-29
- Soyuz TM-18
- Soyuz TM-32.

## الخدمة العسكرية
خدم في القوات الجوية الروسية.

## جوائز
حصل على جوائز منها:
- ضابط وسام جوقة الشرف
- Order for Personal Courage
- وسام خدمة الوطن في القوات المسلحة للاتحاد السوفيتي من الدرجة الثالثة
- Pilot-Cosmonaut of the USSR
- Order For Services to the Fatherland 3rd degree
- بطل الاتحاد السوفيتي
- Order For Services to the Fatherland 2nd degree
- وسام لينين
- Medal "For Merit in Space Exploration".